# Augusto Castellani
Augusto Castellani (Roma, 10 gennaio 1829 – Roma, 23 gennaio 1914) è stato un orafo italiano, collezionista e mercante antiquario attivo a Roma, ma con una grande clientela internazionale.

## La famiglia di orafi
Il capostipite della famiglia Castellani fu Fortunato Pio (1794-1865), orafo inventivo e colto, che il principe di Teano e duca di Sermoneta Michelangelo Caetani introdusse nella società colta e internazionale che in quegli anni frequentava Roma. Fortunato Castellani (che cominciò presto ad ispirarsi a modelli antichi e fondò anche una scuola per orafi presso l'Università degli Orefici in Roma) con la sua bottega a via del Corso ebbe una grande fortuna anche internazionale. Si occupò, fra l'altro, della catalogazione della collezione Campana, e la sua dispersione lo colpì così profondamente da voler disporre che «parte degli utili superflui fosse dedicata all'acquisto di cimeli antichi, specialmente di oreficeria, per rimpiazzare nella nostra Roma quelli che il papa nel 1860 aveva venduto alla Francia». Questo impegno fu raccolto dal figlio e dal nipote lungo i cinquant'anni successivi.
Degli otto figli di Fortunato, furono Alessandro (1823-1883) e Augusto che proseguirono e potenziarono la sua attività.
Alessandro - temperamento avventuroso, gioventù patriottica e progressista per la quale ebbe anche arresti, poi gran vita mondana, ma anche gran conoscitore di "anticaglie", come si chiamavano allora - fondò pure succursali del laboratorio paterno, prima a Parigi, di gran moda, e poi anche a Napoli, ma soprattutto si orientò al collezionismo e al mercato antiquario, che da verso il 1860 divenne il suo principale campo di interesse e di turbinosa attività (attività che fu straordinariamente fruttuosa dal punto di vista commerciale, ma anche ai fini della costituzione della collezione).

## Augusto, il collezionista
Augusto fu, dei figli, quello che rimase più vicino all'ambiente d'origine e il più legato all'attività orafa, benché anch'egli esperto antiquario.
Finanziato anche dal principe Caetani, nel 1861 fece un forte investimento nell'acquisto di un fondo di reperti etruschi (soprattutto vasi e gioielleria) provenienti da Cerveteri, che in parte rivendette. L'affare gli permise però - oltre che di saldare il debito iniziale - di entrare alla grande nel commercio antiquario. A differenza di Alessandro, tuttavia, il suo obiettivo strategico in questa attività fu principalmente - e rimase sempre - quello di incrementare la propria collezione che, come egli stesso affermò, «deve restare a Roma».
Al momento dell'Unità d'Italia, Augusto Castellani partecipò attivamente all'instaurazione della nuova capitale, contribuendovi anche come membro fondatore della Commissione archeologica comunale (che in quegli anni di febbre edilizia ebbe a disposizione un'impressionante quantità di nuovi reperti, e un'intera politica culturale da creare, in materia di archeologia romana), e del Museo Artistico Industriale di Roma, fondato nel 1872 sul modello degli analoghi di Parigi e Vienna. In questo contesto fu anche nominato, dal 1873, direttore onorario dei Musei Capitolini.
Il laboratorio, che nel 1854 era stato spostato a piazza Poli, si trasferì nel 1869 a piazza di Trevi, nel nuovo Palazzo Castellani. In ognuna delle sedi, lo "studio di ricevimento" ospitava collezioni di ori antichi accostate alle creazioni di Castellani, la cui bottega ebbe tra i propri clienti Vittorio Emanuele II e Federico III di Prussia.
Il trionfo dell'Art Nouveau decretò la fine del gusto Castellani nell'oreficeria, ma grazie al figlio di Augusto, Alfredo Castellani (1853-1930), segnò la nascita della grande collezione pubblica. Fu Alfredo, infatti che, memore delle dispersioni già verificatesi, anche con la successione dello zio Alessandro, per onorare la volontà paterna volle fortemente che la collezione di Augusto Castellani fosse ceduta allo Stato; cosa che accadde, non senza difficoltà, nel 1919, con l'esplicita condizione che la collezione dovesse essere mantenuta integra - cioè esposta integralmente, in un unico ambiente, e comprendendo sempre anche i gioielli moderni prodotti dai Castellani sulle orme di quelli antichi.
Quest'ultima condizione posta dalla famiglia chiarisce bene come la collezione Castellani, oltre ad essere una cospicua raccolta antiquaria, sia anche una sorta di monumento "sociologico" ad una famiglia che ben rappresentò l'artigianato artistico romano ed il suo legame profondo con la tradizione.
Muore a Roma il 23 gennaio 1914 ed è sepolto al Cimitero del Verano (Pincetto Vecchio) nella tomba che fece realizzare per la famiglia.
I gioielli sono ora esposti al Museo di Villa Giulia.

## Scritti
- Dell’oreficeria antica; discorso, Firenze: Le Monnier, 1862.
- Dell’oreficeria rispetto alla legislazione; osservazioni, Firenze: Coi tipi di Felice le Monnier, 1863.
- Sull’Incivilimento primitivo, Firenze: Le Monnier, 1864.
- Delle gemme, Firenze: Barbera, 1870.
- Il marchio dei metalli preziosi. Ricordi alle Camere di commercio italiane per Augusto Castellani orafo, Roma: Tip. Romana di C. Bartoli, 1871.
- Della oreficeria italiana, discorso, Roma: tip. Barbera, 1872.
- L’arte nella industria, Roma: Tip. Elzeviriana, 1878.
- Ricordi per la storia dell’oreficeria in Italia (1913); pubblicati per cura del figlio Alfredo, Roma: Cuggiani, 1920.

## Albero genealogico[4][5]
Gli orafi Castellani
| Carolina Baccani | Carolina Baccani | Carolina Baccani      | Carolina Baccani      | Carolina Baccani      | Carolina Baccani      |                       |                       |  |  |                    |                    | Fortunato Pio Castellani | Fortunato Pio Castellani | Fortunato Pio Castellani | Fortunato Pio Castellani | Fortunato Pio Castellani | Fortunato Pio Castellani |                                       |                                       |                                       |                                       |                                       |                                       |            |            |                                             |                                             |                                             |                                             |                                             |                                             |  |  |  |  |                                          |                                          |                                          |                                          |                                          |                                          |  |  |  |  |  |  |  |  |  |  |  |  |  |  |  |  |  |  |  |  |  |  |  |  |  |  |  |  |  |  |
| Carolina Baccani | Carolina Baccani | Carolina Baccani      | Carolina Baccani      | Carolina Baccani      | Carolina Baccani      |                       |                       |  |  |                    |                    | Fortunato Pio Castellani | Fortunato Pio Castellani | Fortunato Pio Castellani | Fortunato Pio Castellani | Fortunato Pio Castellani | Fortunato Pio Castellani |                                       |                                       |                                       |                                       |                                       |                                       |            |            |                                             |                                             |                                             |                                             |                                             |                                             |  |  |  |  |                                          |                                          |                                          |                                          |                                          |                                          |  |  |  |  |  |  |  |  |  |  |  |  |  |  |  |  |  |  |  |  |  |  |  |  |  |  |  |  |  |  |
|                  |                  |                       |                       |                       |                       |                       |                       |  |  |                    |                    |                          |                          |                          |                          |                          |                          |                                       |                                       |                                       |                                       |                                       |                                       |            |            |                                             |                                             |                                             |                                             |                                             |                                             |  |  |  |  |                                          |                                          |                                          |                                          |                                          |                                          |  |  |  |  |  |  |  |  |  |  |  |  |  |  |  |  |  |  |  |  |  |  |  |  |  |  |  |  |  |  |
|                  |                  |                       |                       |                       |                       |                       |                       |  |  |                    |                    |                          |                          |                          |                          |                          |                          |                                       |                                       |                                       |                                       |                                       |                                       |            |            |                                             |                                             |                                             |                                             |                                             |                                             |  |  |  |  |                                          |                                          |                                          |                                          |                                          |                                          |  |  |  |  |  |  |  |  |  |  |  |  |  |  |  |  |  |  |  |  |  |  |  |  |  |  |  |  |  |  |
|                  |                  |                       |                       |                       |                       |                       |                       |  |  |                    |                    |                          |                          |                          |                          |                          |                          |                                       |                                       |                                       |                                       |                                       |                                       |            |            |                                             |                                             |                                             |                                             |                                             |                                             |  |  |  |  |                                          |                                          |                                          |                                          |                                          |                                          |  |  |  |  |  |  |  |  |  |  |  |  |  |  |  |  |  |  |  |  |  |  |  |  |  |  |  |  |  |  |
|                  |                  | Alessandro Castellani | Alessandro Castellani | Alessandro Castellani | Alessandro Castellani | Alessandro Castellani | Alessandro Castellani |  |  | Augusto Castellani | Augusto Castellani | Augusto Castellani       | Augusto Castellani       | Augusto Castellani       | Augusto Castellani       |                          |                          | Guglielmo Castellani                  | Guglielmo Castellani                  | Guglielmo Castellani                  | Guglielmo Castellani                  | Guglielmo Castellani                  | Guglielmo Castellani                  |            |            | Camilla Castellani sposa Francesco Carlandi | Camilla Castellani sposa Francesco Carlandi | Camilla Castellani sposa Francesco Carlandi | Camilla Castellani sposa Francesco Carlandi | Camilla Castellani sposa Francesco Carlandi | Camilla Castellani sposa Francesco Carlandi |  |  |  |  | Virginia Castellani sposa Luigi Narducci | Virginia Castellani sposa Luigi Narducci | Virginia Castellani sposa Luigi Narducci | Virginia Castellani sposa Luigi Narducci | Virginia Castellani sposa Luigi Narducci | Virginia Castellani sposa Luigi Narducci |  |  |  |  |  |  |  |  |  |  |  |  |  |  |  |  |  |  |  |  |  |  |  |  |  |  |  |  |  |  |
|                  |                  | Alessandro Castellani | Alessandro Castellani | Alessandro Castellani | Alessandro Castellani | Alessandro Castellani | Alessandro Castellani |  |  | Augusto Castellani | Augusto Castellani | Augusto Castellani       | Augusto Castellani       | Augusto Castellani       | Augusto Castellani       |                          |                          | Guglielmo Castellani                  | Guglielmo Castellani                  | Guglielmo Castellani                  | Guglielmo Castellani                  | Guglielmo Castellani                  | Guglielmo Castellani                  |            |            | Camilla Castellani sposa Francesco Carlandi | Camilla Castellani sposa Francesco Carlandi | Camilla Castellani sposa Francesco Carlandi | Camilla Castellani sposa Francesco Carlandi | Camilla Castellani sposa Francesco Carlandi | Camilla Castellani sposa Francesco Carlandi |  |  |  |  | Virginia Castellani sposa Luigi Narducci | Virginia Castellani sposa Luigi Narducci | Virginia Castellani sposa Luigi Narducci | Virginia Castellani sposa Luigi Narducci | Virginia Castellani sposa Luigi Narducci | Virginia Castellani sposa Luigi Narducci |  |  |  |  |  |  |  |  |  |  |  |  |  |  |  |  |  |  |  |  |  |  |  |  |  |  |  |  |  |  |
|                  |                  |                       |                       |                       |                       |                       |                       |  |  |                    |                    |                          |                          |                          |                          |                          |                          |                                       |                                       |                                       |                                       |                                       |                                       |            |            |                                             |                                             |                                             |                                             |                                             |                                             |  |  |  |  |                                          |                                          |                                          |                                          |                                          |                                          |  |  |  |  |  |  |  |  |  |  |  |  |  |  |  |  |  |  |  |  |  |  |  |  |  |  |  |  |  |  |
|                  |                  | Torquato Castellani   | Torquato Castellani   | Torquato Castellani   | Torquato Castellani   | Torquato Castellani   | Torquato Castellani   |  |  | Alfredo Castellani | Alfredo Castellani | Alfredo Castellani       | Alfredo Castellani       | Alfredo Castellani       | Alfredo Castellani       |                          |                          | Guendalina Castellani sposa Pio Fabri | Guendalina Castellani sposa Pio Fabri | Guendalina Castellani sposa Pio Fabri | Guendalina Castellani sposa Pio Fabri | Guendalina Castellani sposa Pio Fabri | Guendalina Castellani sposa Pio Fabri |            |            | Onorato Carlandi                            | Onorato Carlandi                            | Onorato Carlandi                            | Onorato Carlandi                            | Onorato Carlandi                            | Onorato Carlandi                            |  |  |  |  | Virgilio Narducci                        | Virgilio Narducci                        | Virgilio Narducci                        | Virgilio Narducci                        | Virgilio Narducci                        | Virgilio Narducci                        |  |  |  |  |  |  |  |  |  |  |  |  |  |  |  |  |  |  |  |  |  |  |  |  |  |  |  |  |  |  |
|                  |                  | Torquato Castellani   | Torquato Castellani   | Torquato Castellani   | Torquato Castellani   | Torquato Castellani   | Torquato Castellani   |  |  | Alfredo Castellani | Alfredo Castellani | Alfredo Castellani       | Alfredo Castellani       | Alfredo Castellani       | Alfredo Castellani       |                          |                          | Guendalina Castellani sposa Pio Fabri | Guendalina Castellani sposa Pio Fabri | Guendalina Castellani sposa Pio Fabri | Guendalina Castellani sposa Pio Fabri | Guendalina Castellani sposa Pio Fabri | Guendalina Castellani sposa Pio Fabri |            |            | Onorato Carlandi                            | Onorato Carlandi                            | Onorato Carlandi                            | Onorato Carlandi                            | Onorato Carlandi                            | Onorato Carlandi                            |  |  |  |  | Virgilio Narducci                        | Virgilio Narducci                        | Virgilio Narducci                        | Virgilio Narducci                        | Virgilio Narducci                        | Virgilio Narducci                        |  |  |  |  |  |  |  |  |  |  |  |  |  |  |  |  |  |  |  |  |  |  |  |  |  |  |  |  |  |  |
|                  |                  |                       |                       |                       |                       |                       |                       |  |  |                    |                    |                          |                          |                          |                          |                          |                          |                                       |                                       |                                       |                                       |                                       |                                       |            |            |                                             |                                             |                                             |                                             |                                             |                                             |  |  |  |  |                                          |                                          |                                          |                                          |                                          |                                          |  |  |  |  |  |  |  |  |  |  |  |  |  |  |  |  |  |  |  |  |  |  |  |  |  |  |  |  |  |  |
|                  |                  | Olga Castellani       | Olga Castellani       | Olga Castellani       | Olga Castellani       | Olga Castellani       | Olga Castellani       |  |  |                    |                    | Pompeo Fabri             | Pompeo Fabri             | Pompeo Fabri             | Pompeo Fabri             | Pompeo Fabri             | Pompeo Fabri             |                                       |                                       | Emma Fabri                            | Emma Fabri                            | Emma Fabri                            | Emma Fabri                            | Emma Fabri | Emma Fabri |                                             |                                             |                                             |                                             |                                             |                                             |  |  |  |  |                                          |                                          |                                          |                                          |                                          |                                          |  |  |  |  |  |  |  |  |  |  |  |  |  |  |  |  |  |  |  |  |  |  |  |  |  |  |  |  |  |  |